# هي تشونغ
هي تشونغ (بالصينية: 何冲) هو غطاس صيني، ولد في 10 يونيو 1987 في زانجيانغ في الصين.

## وصلات خارجية
- هي تشونغ على موقع الاتحاد الدولي للسباحة (الإنجليزية)
- هي تشونغ على موقع قاعدة بيانات الغوص IAT (الألمانية)
- هي تشونغ على موقع أوليمبيديا (الإنجليزية)